# Хронологія рекордів Європи з бігу на 3000 метрів серед чоловіків
Рекорди Європи з бігу на 3000 метрів визнаються Європейською легкоатлетичною асоціацією з-поміж результатів, показаних європейськими легкоатлетами на сертифікованих стадіонах просто неба та в приміщенні з довжиною кола 400 метрів (але більше 200 метрів), за умови дотримання встановлених вимог.
Перший ратифікований рекорд Європи у цій дисципліні був встановлений 1942 року.

## Хронологія рекордів
| Результат                               | Атлет                          | Місто змагань | Дата змагань | Примітки    | Відео            |
| --------------------------------------- | ------------------------------ | ------------- | ------------ | ----------- | ---------------- |
| 8.01,2h                                 | Гундер Хегг Швеція             | Стокгольм     | 28.08.1942   |             |                  |
| 7.58,8h                                 | Гастон Рейфф Бельгія           | Євле          | 12.08.1949   |             |                  |
| 7.55,6h                                 | Шандор Іхарош Угорщина         | Будапешт      | 14.05.1955   |             |                  |
| 7.55,6h                                 | Гордон Пірі Велика Британія    | Тронгейм      | 22.06.1956   |             |                  |
| 7.52,8h                                 | Гордон Пірі Велика Британія    | Мальме        | 04.09.1956   |             |                  |
| 7.49,2h                                 | Мішель Жазі Франція            | Сен-Мор       | 27.06.1962   |             |                  |
| 7.49,0h                                 | Мішель Жазі Франція            | Мелен         | 23.06.1965   |             |                  |
| 7.46,0h                                 | Зігфрід Геррманн НДР           | Ерфурт        | 05.08.1965   |             |                  |
| 7.45,2h                                 | Гаральд Норпот ФРН             | Мюнстер       | 06.06.1967   |             |                  |
| 7.39,8h                                 | Еміль Путтеманс Бельгія        | Брюссель      | 31.08.1971   |             |                  |
| 7.37,6h                                 | Еміль Путтеманс Бельгія        | Орхус         | 14.09.1972   |             |                  |
| 7.35,2h                                 | Брендан Фостер Велика Британія | Гейтсхед      | 03.08.1974   |             | Відео на YouTube |
| 7.32,79                                 | Девід Муркрофт Велика Британія | Лондон        | 17.07.1982   |             |                  |
| 7.31,78                                 | Мануель Панкорбо Іспанія       | Осло          | 04.07.1997   |             |                  |
| 7.29,34                                 | Ісаак Вісіоса Іспанія          | Осло          | 09.07.1998   |             |                  |
| 7.26,62                                 | Мохаммед Мурхіт Бельгія        | Монако        | 18.08.2000   |             |                  |
| 7.24,68i                                | Мохамед Катір Іспанія          | Льєвен        | 15.02.2023   | [ 1 ] [ 2 ] |                  |
| 7.24,00+                                | Якоб Інгебрігтсен Норвегія     | Париж         | 09.06.2023   | [ 3 ] [ 4 ] | Відео на YouTube |
| 7.23,63                                 | Якоб Інгебрігтсен Норвегія     | Юджин         | 17.09.2023   | [ 5 ]       |                  |
| 7.17,55                                 | Якоб Інгебрігтсен Норвегія     | Хожув         | 25.08.2024   | [ 6 ]       | Відео на YouTube |
| 0 років, 213 днів від дати встановлення |                                |               |              |             |                  |